# 别洛奥穆特
别洛奥穆特（羅馬化：Beloomut）是俄罗斯莫斯科州的市级镇，属州辖市卢霍维齐市，地处莫斯科州东南部，位于卢霍维齐东、州府莫斯科东南方，靠近莫斯科州与梁赞州的州界。伏尔加河主要支流奥卡河从镇西南侧流过。
该地2021年人口有5,942人；2010年人口6,558；2002年人口7,029；1989年人口8,305。